# Canadian Pacific Railway
Canadian Pacific Railway eller CPR er et canadisk jernbaneselskab, der blev etableret i 1881. Virksomheden har primært godstog og enkelte persontog.
CPR har hovedkvarter i Calgary, Alberta og ejer ca. 12.500 miles jernbane i syv canadiske provinser og i USA. Jernbanen strækker sig fra Montreal i øst til Vancouver i vest og Edmonton i nord i syd når den til byer som Minneapolis-St. Paul, Milwaukee, Detroit, Chicago og Albany i USA.